# Наталі Коглін
Наталі Коглін  (англ. Natalie Coughlin, 23 серпня 1982) — американська плавчиня, олімпійська чемпіонка.

## Виступи на Олімпіадах
| Олімпіада   | Дисципліна                            | Місце |
| ----------- | ------------------------------------- | ----- |
| Афіни 2004  | плавання на 100 метрів вільним стилем | 3     |
| Афіни 2004  | естафета 4 × 100 вільним стилем       | 2     |
| Афіни 2004  | естафета 4 × 200 вільним стилем       | 1     |
| Афіни 2004  | плавання на 100 метрів на спині       | 1     |
| Афіни 2004  | комплексна естафета 4 × 100           | 2     |
| Пекін 2008  | плавання на 100 метрів вільним стилем | 3     |
| Пекін 2008  | естафета 4 × 100 вільним стилем       | 2     |
| Пекін 2008  | естафета 4 × 200 вільним стилем       | 3     |
| Пекін 2008  | плавання на 100 метрів на спині       | 1     |
| Пекін 2008  | 200 метрів, комплексне плавання       | 3     |
| Пекін 2008  | комплексна естафета 4 × 100           | 2     |
| Лондон 2012 | естафета 4 × 100 вільним стилем       | 3     |